# Salman Ould Lhaj
Salman Ould Lhaj (ur. 28 września 1988) – marokański piłkarz, grający jako środkowy pomocnik w FC Bagnols Pont.

## Klub

### Chabab Rif Al Hoceima
Zaczynał karierę w Chabab Rif Al Hoceima.
W sezonie 2011/2012 (pierwszym w bazie Transfermarkt) zagrał 10 meczów, strzelił dwie bramki i raz asystował.
W sezonie 2012/2013 zagrał 8 spotkań.

### Moghreb Tétouan
5 stycznia 2014 roku przeniósł się do Moghrebu Tétouan. W tym zespole debiut zaliczył 9 lutego 2014 roku w meczu z jego poprzednim zespołem (porażka 2:1). Na boisku pojawił się w 80. minucie, zastąpił Ahmeda Jahouha. Pierwszą asystę zaliczył 2 kwietnia 2014 roku w meczu przeciwko FAR Rabat (1:1). Asystował przy bramce Anassa Azima w 34. minucie. Pierwszą bramkę strzelił 27 września 2014 roku w meczu przeciwko Olympic Safi (0:2). Do siatki trafił w 74. minucie. Łącznie zagrał 64 mecze, strzelił 10 bramek i miał dwie asysty. W sezonie 2013/2014 cieszył się z mistrzostwa kraju.

### Renaissance Berkane
6 lipca 2017 roku przeniósł się do Renaissance Berkane. W tym klubie zadebiutował 9 września 2017 roku w meczu przeciwko Ittihad Tanger (porażka 0:3). Zagrał cały mecz. Pierwszego gola strzelił 30 grudnia 2017 roku w meczu przeciwko Kawkab Marrakesz (0:2). Do siatki trafił w 17. minucie. Pierwszą asystę zaliczył 24 kwietnia 2019 roku w meczu przeciwko Youssoufia Berrechid (2:0). Asystował przy bramce Amine El Kassa w 6. minucie. Łącznie zagrał 29 meczów, strzelił 3 gole i miał jedną asystę. Zdobył puchar Maroka w sezonie 2017/2018.

### Rapide Oued Zem
7 stycznia 2020 roku został zawodnikiem Rapide Oued Zem. W tym zespole debiut zaliczył 10 dni później w meczu przeciwko Difaâ El Jadida (1:1). Na boisku pojawił się w 58. minucie, zastąpił Saifeddine Bouhra. Łącznie zagrał 11 spotkań.

### FC Bagnols Pont
1 lipca 2021 roku trafił do Francji, do FC Bagnols Pont.
W sezonie 2022/2023 zagrał 6 meczów i strzelił jedną bramkę (stan na 20 grudnia 2022).